# Alejandro Watson Hutton
Alejandro Watson Hutton (10 de junio de 1853, Glasgow - 9 de marzo de 1936, Buenos Aires), nacido como Alexander Watson Hutton fue un deportista y educador escocés, considerado padre del fútbol argentino. En 1893, fue el fundador y primer presidente de la Argentine Association Football League, antecesora histórica de la Asociación del Fútbol Argentino, continuadora de aquella, y organizador ese año del primer campeonato de la liga argentina, la cuarta más antigua del mundo, luego de la inglesa, la holandesa y la escocesa. Fue también fundador del Buenos Aires English High School y del club vinculado Alumni, el más ganador del amateurismo.

## Biografía

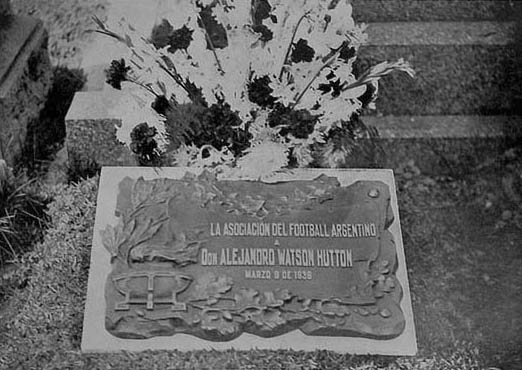
Placa colocada por la Asociación de Fútbol Argentino en la tumba de Watson Hutton en Buenos Aires. 1936.

Alejandro Watson Hutton fue un inmigrante escocés que llegó a radicarse en Argentina en 1882, en momentos en que dicho país estaba recibiendo la gran oleada inmigratoria europea (1850-1930). Watson Hutton era un graduado de la Universidad de Edimburgo que había sido contratado como director del exclusivo colegio Saint Andrew's Scots School, que dirigió durante dos años. Watson Hutton insistió en incluir la práctica deportiva y en particular el fútbol, como una parte fundamental de la actividad pedagógica de la escuela. A los dos años, sin embargo abandonó la misma, para crear una institución que se adecuara más plenamente a sus ideas educativas, fundando en 1884 el Buenos Aires English High School (BAEHS).
El 21 de febrero de 1893, Alejandro Watson Hutton fundó la Argentine Association Football League, asociación de nombre idéntico a la que dos años antes había organizado el primer campeonato de fútbol. Esta nueva asociación estaba integrada por los equipos más importantes de ese momento: el Quilmes Athletic Club, el Old Caledonian's y el Saint Andrews School (primeros campeones argentinos en 1891), el Buenos Aires English High School, el Lomas Athletic Club y el Flores Athletic Club. Su primera sede estaba ubicada en Venezuela 1230, de Buenos Aires.
En 1898, Watson Hutton fundó el Club Atlético English High School (CAEHS), renombrado en 1901 como Alumni Athletic Club, que alcanzó a participar por primera vez en el campeonato argentino de primera en 1900, junto a otros tres equipos: el Belgrano Athletic Club, el Lomas Athletic Club y el Quilmes Athletic Club. El English High School salió campeón invicto, con 18 goles a favor y sólo 3 en contra. En los siguientes once años, hasta su disolución en 1911, Alumni obtendría otros nueve campeonatos. Al día de hoy, solo es superado en campeonatos de Primera División por los cinco grandes del fútbol argentino: River Plate, Boca Juniors, Racing Club, Independiente y San Lorenzo e igualado por Vélez Sarsfield.
En 1911 Alejandro Watson Hutton se retiró y el equipo se disolvió. La liga que creó siguió jugando sin solución de continuidad hasta el presente y la Argentine Association Football League, se transformó en la Asociación del Fútbol Argentino (AFA).
Falleció en 1936, y fue enterrado en el Cementerio Británico.